# Martin Wallström
Carl Martin Gunnar Wallström Milkéwitz (Uddevalla, 7 de julho de 1983) é um ator sueco. Ele é mais conhecido internacionalmente pelo seu papel como Tyrell Wellick na série cyber-thriller Mr. Robot da USA Network.

## Filmografia

### Cinema
| Ano  | Título                                          | Papel                         |
| ---- | ----------------------------------------------- | ----------------------------- |
| 1998 | Hela Härligheten                                | Jörgen                        |
| 2000 | Före stormen                                    | Danne                         |
| 2001 | Ingen återvändo                                 | Martin                        |
| 2003 | Hannah med H                                    | Rapaz #1 na festa do Ano-Novo |
| 2006 | Du & jag                                        | Studenten Jens                |
| 2008 | Eldsdansen                                      | Frej                          |
| 2008 | Arn - Riket vid vägens slut                     | Magnus Månsköld               |
| 2009 | Johan Falk:GSI - Gruppen för särskilda insatser | Martin Borhulth               |
| 2009 | Johan Falk - Vapenbröder                        | Martin Borhulth               |
| 2009 | Pure                                            | Mattias                       |
| 2010 | Sebbe                                           | Ladrão de jornal #2           |
| 2010 | Pax                                             | Tim                           |
| 2010 | Simple Simon                                    | Sam                           |
| 2011 | Beyond the Border                               | Sven Stenström                |
| 2011 | Maria Wen - Drömmar ur snö                      | Jesper                        |
| 2013 | Ego                                             | Sebastian                     |
| 2013 | Easy Money III: Life Deluxe                     | Martin Hägerström             |
| 2014 | Stockholm Stories                               | Johan                         |
| 2014 | Remake                                          | Martin                        |
| 2015 | Nirbashito                                      | Gustav                        |
| 2017 | Ashes in the Snow                               | Nikolai Kretzsky              |

### Televisão
| Ano           | Título                 | Papel                |
| ------------- | ---------------------- | -------------------- |
| 2002          | Olivia Twist           | Bosse                |
| 2002          | Familjen               | Fred Holde           |
| 2003          | En ö i havet           | Ragnar               |
| 2004          | Lokalreportern         | Robban               |
| 2004          | Danslärarens åtkomst   | Ung Molin            |
| 2007          | Upp till kamp          | Roger                |
| 2008          | Selma                  | Nils                 |
| 2009          | 183 dagar              | Cliente no bar       |
| 2009          | Kommissarien och havet | Mats Östlund         |
| 2009          | Oskyldigt dömd         | Anders Hellman       |
| 2009          | Stenhuggaren           | Anders Andersson     |
| 2005–2010     | Wallander              | Jens/Johan Rasmusson |
| 2010          | Arn                    | Magnus Månsköld      |
| 2010          | Drottningoffret        | Johnny               |
| 2013          | Morden i Sandhamn      | Magnus               |
| 2014          | Arvingarna             | Matti                |
| 2015–presente | Mr. Robot              | Tyrell Wellick       |

### Teatro
| Ano  | produção       | Papel                             | teatro                |
| ---- | -------------- | --------------------------------- | --------------------- |
| 2007 | Bröllopsbesvär | Stig Larsson Depois Stig Dagerman | Göteborgs stadsteater |
| 2008 | Wiraspelen     | Erik                              |                       |